# Йохан Райл
Йохан Кристиан Райл (на немски: Johann Christian Reil) е германски лекар, физиолог, анатом и психиатър. Въвежда термина „психиатрия“ (на немски: Psychiatrie) през 1808 г.

## Биография
Роден е на 20 февруари 1759 година в Рауде, Германия. От 1788 до 1810 г. работи в болницата в Хале. През 1795 г. Райл създава първия журнал за психология на немски език „Archiv für die Physiologie“. През 1810 г. е назначен за професор в Берлин, сред първите университетски преподаватели по психиатрия.
От 1802 – 1805 г. поета Гьоте го посещава, за да дискутират научни материи като психиатрия, както и да се допита до неговите умения като лекар. Райл умира през 1813 г. от тиф, контрахиран, докато лекува ранен в Битката при Лайпциг (по-късно наричана Битката на нациите) – сред най-тежките сблъсъци по време на Наполеоновите войни.
Медицинските състояния и анатомични черти са наречени на него, като пръстта на Райл, островът на Райл в мозъчната кора и други.

## За него
- Marneros, Andreas (2005), Das Wort Psychiatrie wurde in Halle geboren. ISBN 3-7945-2413-6